# تشارلز إدوارد هاميلتون
تشارلز إدوارد هاميلتون هو محامي وسياسي كندي، ولد في 1844 في المملكة المتحدة، وتوفي في 25 مايو 1919 في مقاطعة رامسي في الولايات المتحدة. انتخب عضو المجلس التنفيذي لمانيتوبا ‏.